# NSB 70 sorozat
Az NSB 70 sorozat egy norvég 15 kV, 16,7 Hz váltakozó áramú, Bo'Bo'+2'2'+2'2'+2'2' tengelyelrendezésű villamosmotorvonat-sorozat. Az NSB üzemelteti. Összesen 16 db készült belőle az Adtranz, Düwag és a Vst. Sundland gyáraiban 1990 és 1996 között.